# Карбюраторний двигун
Карбюраторний двигун — один із типів поршневих двигунів внутрішнього згоряння із зовнішнім сумішоутворенням та автономним запалюванням.

У карбюраторному двигуні в циліндри двигуна надходить готова паливоповітряна суміш, що готується найчастіше в карбюраторі, що дав назву типу двигуна, або газоповітряному змішувачі. Двигуни, в яких суміш утворюється при впорскуванні палива, розпорошеного спеціальною форсункою, в потік повітря, що всмоктується, - називаються впорсковими або інжекторними.
Незалежно від способу сумішоутворення та кількості тактів у робочому циклі, карбюраторні двигуни мають однаковий принцип роботи, а саме: стиснена в камері згоряння горюча суміш у певний момент підпалюється системою запалювання, найчастіше електроіскровою. Може також використовуватися запалення суміші від калільні трубки, в даний час в основному в дешевих малогабаритних двигунах, наприклад, авіамоделях; плазмове, лазерне запалювання - в даний час у стані експериментальних розробок
Карбюраторні двигуни за кількістю тактів у робочому циклі поділяються на чотиритактні, або двигуни Отто, у яких робочий цикл складається з чотирьох тактів і включає чотири напівобороти коленвала, і двотактні, робочий цикл яких включає два напівобороти колінвалу з одночасним протіканням різних тактів. Останні завдяки відносній простоті конструкції набули широкого поширення як двигуни для мотоциклів і різноманітних агрегатів, що вимагають простоти і дешевизни конструкції — бензопилках, мотокультиваторах, як пускові двигуни для потужніших дизелів тощо.
Карбюраторні двигуни поділяються на атмосферні, у яких впуск повітря або горючої суміші здійснюється тільки за рахунок розрідження в циліндрі при всмоктувальному ході поршня і двигуни з наддувом, у яких впуск повітря або горючої суміші в циліндр відбувається під тиском, що створюється спеціальним компресором, з метою збільшення робітника заряду в тому ж робочому об'ємі та отримання підвищеної потужності двигуна.
Як паливо для карбюраторного двигуна в різний час застосовувалися спирти [2], світильний газ, пропан-бутанова суміш, гас, лігроїн, бензин та їх суміші. Найбільшого поширення набули бензинові та газові карбюраторні двигуни.

## Системи живлення
- карбюратор
- паливний бак
- фільтри для очищення палива
- фільтр для очищення повітря
- паливопідкачувальний насос
- впускний трубопровід
- випускний трубопровід
- глушник